# Ansarowie
Ansarowie (od arab. الأنصار, al - Ans.ār - pomocnik) – mieszkańcy Medyny, którzy poparli proroka Mahometa oraz jego pierwszych uczniów, muhadżirów.
Za życia Proroka brali udział we wszystkich jego przedsięwzięciach i skrupulatnie wypełniali wszystkie obowiązki nakładane przez nową wiarę. Wbrew nadziei wielu z nich po śmierci Mahometa nie objęli władzy, ponieważ kalifami zostawali kolejno muhadżirowie - Abu Bakr, Umar ibn al-Chattab, Usman ibn Affan i Ali ibn Abi Talib. Kiedy Mu’awija przeniósł stolicę kalifatu do Damaszku ich polityczne znaczenie spadło niemal do zera. Niemal całkowicie wycofali się wtedy z życia publicznego i poświęcili żarliwym praktykom religijnym, przeciwstawiając swój purytański sposób życia świeckiej polityce Umajjadów i nadal ciesząc się ogromnym prestiżem wśród członków ummy – ze względu na wczesne przyjęcie islamu i oddanie jego sprawie.